# Егіль Данієльсен
Егіль Данієльсен (норв. Egil Danielsen; нар. 9 листопада 1933 — пом. 29 липня 2019) — норвезький легкоатлет, який спеціалізувався в метанні списа.

## Із життєпису
Олімпійський чемпіон з метання списа (1956).
Учасник змагань з метання списа на Олімпіаді-1960 (не подолав кваліфікаційного раунду).
Срібний призер чемпіонату Європи з метання списа (1958).
Чемпіон Норвегії з метання списа (1953—1957).
Рекордсмен світу з метання списа — 85,71 (1956).
Пішов з життя, маючи 85 років.

## Визнання
- Спортсмен року в Норвегії (1956).

## Відео
- Виступ Егіля Данієльсена на Олімпіаді-1956 на YouTube